# Миткевич, Ольга Александровна
Ольга Александровна Миткевич (1888, Москва — 15 марта 1938, Коммунарка) — профессиональная революционерка, участница Гражданской войны (1918—1922), партийный и советский работник, директор авиационного завода № 22 (1933—1935). Репрессирована в 1938 году.

## Биография
Из дворян. Окончила Московский коммерческий институт, химическое отделение Московских высших женских курсов.
Принимала участие в октябрьских боях 1917 года в Москве. Участник Гражданской войны, прошла от Воронежа до Грозного, начальник Политического отдела Курского укреплённого района, 10.1919 — начальник Политического отдела 13-й стрелковой дивизии (8-я армия)
Работала в Средней Азии (член Средне-Азиатского бюро ЦК ВКП(б)), в Интернационале (представитель Исполнительного комитета Коммунистического Интернационала в Китае (Кантон)). Участвовала в съезде компартии Китая.
Выполняла поручения ЦК ВКП(б) по восстановлению народного хозяйства, уполномоченная ЦК РКП(б) по восстановлению Донбасса, управляющая 4-го Селезнёвского куста шахт, директор текстильной фабрики «Красный Перекоп» (Ярославль).
С 1932 года — парторг ЦК на заводе № 22.
С 1933 по 1935 год — директор завода № 22 в Филях. Для получения специальных знаний поступила в ВВИА.
При ней был построен АНТ-35 — пассажирский 2-моторный самолёт.
Арестована 29.12.1937 Расстреляна 15.03.1938 на полигоне Коммунарка Московской обл.
Реабилитирована 01.10.1955 ВКВС СССР.

## Оценки современников
Миткевич уважали как умного, волевого и жесткого партийного руководителя. Но представить ее в роли директора крупнейшего в Европе авиационного завода кадровые самолетостроители не могли. К тому же ее прямой начальник Михаил Каганович тоже был, по всеобщему мнению, дилетантом в авиапромышленности— Борис Черток

Совершенно неожиданно <…> кумиры сами нанесли удар по собственному авторитету. Вначале поползли шепотом передаваемые слухи об интимной близости директора и парторга ЦК. В комсомольских кругах авторитет и культ Горбунова были столь велики, что первой была реакция: «Чепуха, сплетни, не может быть. У Горбунова молодая красивая жена, его друг еще по комсомольской работе в Зарайске. Миткевич не столько женщина, сколько партийный комиссар с большим дореволюционным стажем. Она на 14 лет старше.
Если он сходит с ума, то у нее должно хватить воли и здравого смысла, чтобы не давать повода для всяких пересудов».
Но сплетни и слухи подтвердились. Горбунов оставил жене квартиру в заводском поселке на Филях, а сам переселился к Миткевич, которая жила в новом доме правительства «на набережной». Это было совершенно невероятно, тем более что Горбунов был очень щепетилен в вопросах семейственности на производстве. — Борис Черток

## Награды
Орден Ленина (1933).

## Адреса
Москва, улица Серафимовича, д.2 (Дом на набережной), кв. 21